# 理科教室中学校3年生
理科教室中学校3年生は、NHK教育テレビジョンで1959年4月17日から1986年3月19日まで放送されていたテレビ番組。

## 概要
中学校3年生理科向け学校放送番組。

## 放送時間
| 年度        | 本放送時間        | 再放送時間        | 再放送時間        |
| ----------- | ----------------- | ----------------- | ----------------- |
| 1959        | 金曜日10:25-10:55 |                   |                   |
| 1960        | 金曜日11:15-11:35 | 水曜日10:20-10:40 |                   |
| 1961        | 木曜日11:15-11:35 | 金曜日13:25-13:45 | 土曜日10:20-10:40 |
| 1962 - 1963 | 木曜日11:15-11:35 | 金曜日13:40-14:00 | 土曜日10:20-10:40 |
| 1964 - 1968 | 木曜日09:20-09:40 | 金曜日10:20-10:40 | 土曜日11:20-11:40 |
| 1969 - 1979 | 木曜日10:10-10:30 | 金曜日11:00-11:20 | 土曜日09:30-09:50 |
| 1971 - 1979 | 木曜日10:10-10:30 | 金曜日11:00-11:20 | 土曜日12:00-12:20 |
| 1980 - 1981 | 月曜日14:40-15:00 | 木曜日13:15-13:35 |                   |
| 1982 - 1984 | 木曜日13:10-13:30 | 金曜日12:00-12:20 |                   |
| 1985        | 水曜日13:35-13:55 | 金曜日12:00-12:20 |                   |

## 出演者

### 先生
- 青木啓嘉[1]
- 細越良三[1]
- 千葉康則

### その他
- 黒江攸久（1959年度 - 1971年度）
- 木下秀雄（1972年度 - 1973年度）
- 篠田薫（1974年度 - 1975年度）
- 瀬戸山秀樹（1976年度 - 1979年度）
- 山内敏男（1980年度 - 1983年度）[注釈 1]